# Ashraf Hotak
Ashraf Hotak (lingua pashtu شاہ أشرف ہوتک  noto anche come Shāh Ashraf Ghiljī lingua pashtu شاه اشرف غلجي; ... – 1730) fu uno scià di Persia della dinastia Hotak.

## Biografia
Figlio di Abdul Aziz Hotak, fu il quarto sovrano della dinastia Hotak. Afgano della tribù di Ghilji (Pashtun), fu prima comandante nell'esercito di Mahmud Hotak durante la rivolta contro il declinate impero Safavida e partecipò alla battaglia di Gulnabad. Nel 1725, per un breve periodo,  fu scià di Persia) dopo la morte di suo cugino Mahmud.
Nipote di Mirwais Hotak, il suo regno fu noto per l'improvvisa decadenza della dinastia Hotak sotto la crescente pressione dell'impero ottomano,  russo e delle forze persiane.
Ashraf Khan fermò sia gli assalti dei russo che quelli dei turchi. Sconfisse l'Impero ottomano, che voleva restaurare sul trono i suoi antichi rivali, i Safavidi, in una battaglia nei pressi di Kermanshah dopo che il nemico si era avvicinato a Esfahan. Ciò portò a negoziati di pace con la Sublime porta, che vennero brevemente interrotti dopo che l'ambasciatore di Ashraf insistette nell'affermare che il suo scià doveva essere il Califfo dell'Oriente e il sultano ottomano, il Califfo dell'Occidente. Ciò causò grande irritazione negli Ottomani, ma un accordo di pace venne firmato comunque ad Hamadan, per merito della diplomazia ottomana, nell'autunno del 1727.
In definitiva, il reale esercito persiano di Shah Tahmasp II (uno dei figli di Shah Sultan Husayn) sotto la guida di  Nadir sconfisse la forza di Ashraf in una battaglia decisiva nota come battaglia di Damghan, nel mese di ottobre del 1729 e gli afghani vennero nuovamente respinti in quello che oggi è l'Afghanistan.
Durante la ritirata, Ashraf venne fatto prigioniero e ucciso dal Khan di Kalat Mir Mohabbat Khan Baloch nel 1730.
La morte di Ashraf Khan determinò la fine del dominio della dinastia Hotak sulla Persia, ma l'Afghanistan rimase sotto il dominio dello Shah Hussain Hotak fino al 1738, quando Nader Shah conquistò Kandahar dove il giovane Ahmad Shah Durrani fu tenuto prigioniero. Fu solo una breve pausa prima dell'instaurazione dell'ultimo impero afgano (odierno Afghanistan) da parte di Ahmad Shah Durrani nel 1747.